# 市政厅桥 (苏黎世)
市政厅桥（德語：Rathausbrücke）是一座行人桥，位于瑞士苏黎世老城核心的利马特河上，被列入瑞士国家和区域重要文化财产名录。